# Aethecerus longior
Aethecerus longior är en stekelart som beskrevs av Berthoumieu 1897. Aethecerus longior ingår i släktet Aethecerus och familjen brokparasitsteklar. Inga underarter finns listade i Catalogue of Life.